# Slavomír Kňazovický
Slavomír Kňazovický (Piešťany, 3 de mayo de 1967) es un deportista eslovaco que compitió en piragüismo en la modalidad de aguas tranquilas.
Participó en tres Juegos Olímpicos, entre 1992 y 2000, obteniendo una medalla de plata en Atlanta 1996 en la prueba de C1 500 m. Ganó tres medallas en el Campeonato Mundial de Piragüismo entre los años 1994 y 1999, y tres medallas en el Campeonato Europeo de Piragüismo entre los años 1997 y 1999.

## Palmarés internacional
| Juegos Olímpicos   | Juegos Olímpicos          | Juegos Olímpicos  | Juegos Olímpicos |
| Año                | Lugar                     | Medalla           | Competición      |
| ------------------ | ------------------------- | ----------------- | ---------------- |
| 1996               | Atlanta (Estados Unidos)  | Medalla de plata  | C1 500 m         |
| Campeonato Mundial |                           |                   |                  |
| Año                | Lugar                     | Medalla           | Competición      |
| 1994               | Ciudad de México (México) | Medalla de bronce | C4 500 m         |
| 1998               | Szeged (Hungría)          | Medalla de plata  | C1 200 m         |
| 1999               | Milán (Italia)            | Medalla de bronce | C1 200 m         |
| Campeonato Europeo |                           |                   |                  |
| Año                | Lugar                     | Medalla           | Competición      |
| 1997               | Plovdiv (Bulgaria)        | Medalla de oro    | C1 200 m         |
| 1997               | Plovdiv (Bulgaria)        | Medalla de plata  | C4 200 m         |
| 1999               | Zagreb (Croacia)          | Medalla de bronce | C1 200 m         |